# Drie Fonteinen

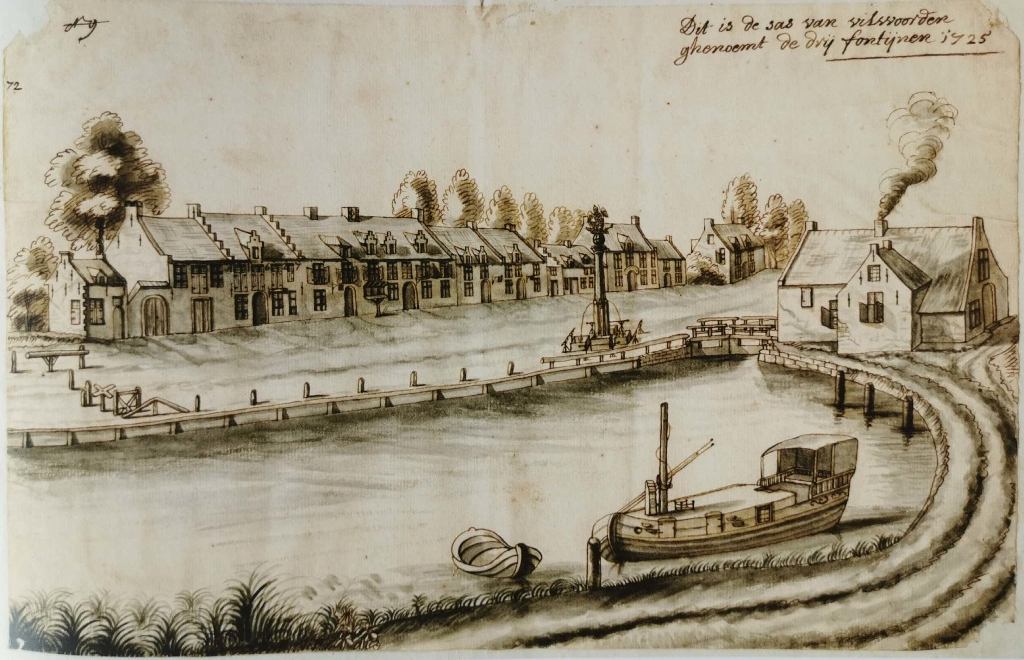
De fontein en het sas afgebeeld door Derons in 1725

Drie Fonteinen is een gehucht van de Belgische stad Vilvoorde.

## Situering
Drie Fonteinen is een van de oudere gehuchten van Vilvoorde en wordt van Vilvoorde gescheiden door de Willebroekse vaart. Het gehucht vormt een groene long voor het nabijgelegen stadscentrum: veruit het grootste deel van het grondgebied wordt immers ingenomen door het Domein Drie Fonteinen, een voormalig kasteeldomein met een oppervlakte van circa vijftig ha. Het geheel wordt overbrugd door de viaduct van Vilvoorde, gebouwd in 1976. Ten westen van Drie Fonteinen ligt de Europawijk, een residentiële wijk in het verlengde van de Vilvoordse wijk Kassei.

### Lenterik-wijk
Ter hoogte van de vroegere sluis van Drie Fonteinen werd rond 1975 een deel van het parkdomein verkaveld tot de wijk Lenterik, genoemd naar Sint-Lenterik en de gelijknamige kapel in het Domein Drie Fonteinen.

### Salangaanbrug
De Salangaanbrug is de fiets- en voetgangersbrug over het Zeekanaal tussen de wijk Drie Fonteinen en de wijk Broek (commerciële naam Vier Fonteinen), die in het kader van het Watersite-project in februari 2023 geopend werd. De dubbele basculebrug met een lengte van 115 meter, overspanning van 63 meter, gewicht van tweemaal 140 ton en breedte van 4 meter is genoemd naar de totemnaam van een verongelukte scoutsleider.

## Geschiedenis

### De sluis
In 1560 werd de Willebroekse vaart gegraven en werd er een sluis gebouwd ter hoogte van het latere gehucht Drie Fonteinen. Ook al ligt deze sluis op het grondgebied van Vilvoorde, toch wordt er vaak naar deze sluis verwezen als de sluis van Ransbeek, naar het gehucht van de parochie Neder-Heembeek. Deze sluis was de eerste sluis voor de schippers die vanuit Brussel kwamen en er werden huizen gebouwd voor sassenier en de sluiswachter. Vanaf 1563 werd er een dagelijkse bootdienst Brussel - Drie Fonteinen - Vilvoorde opgezet. In Drie Fonteinen konden reizigers met bestemming Mechelen of Antwerpen overstappen op een diligence die via de bestaande aardewegen via Vilvoorde en Zemst Mechelen en Antwerpen kon bereiken.
Later werd er ook verblijfsaccommodatie voor de reizigers en opslagruimte voor de vervoerde goederen voorzien zodat de omgeving van 't Sas, zoals het gehucht eerst heette, weldra uitgroeide tot een druk bezochte plaats.

#### De fontein
Vijf jaar na de ingebruikname van de sluis, in 1565, werd er door de stad Brussel een fontein met vier spuitkoppen in de vier windrichtingen gebouwd. Aangezien de schippers bij het naderen van het gehucht slechts drie stralen konden zien, raakte de benaming Drie Fonteinen snel verspreid als plaatsaanduiding voor de onmiddellijke omgeving. De fontein voorzag de schippers van drinkwater. Volgens oude gravures bestond deze uit een Dorische zuil met schaduwgroeven, bekroond door een verguld beeld van Sint-Michiel, de patroon van de stad Brussel. Het beeld werd verwijderd tijdens de Franse Revolutie en in 1820 vervangen door een ander Sint-Michielsbeeld. In 1850 verdween de fontein volledig.

### Groei
De bedrijvigheid rondom het sas, voornamelijk afgestemd op de trafiek van bouwmaterialen, gaf aanleiding tot het ontstaan van een kleine nederzetting buiten de wallen, het zogenaamde gehucht "Drie Fonteinen". Rond 1700 werd de aardeweg tussen Mechelen en Drie Fonteinen, via Zemst en Vilvoorde, verhard door de stad Mechelen. De steenweg tussen Drie Fonteinen en Vilvoorde kwam Vilvoorde binnen bij de Vlaamse poort, bij de oude vaartbrug in Vilvoorde (huidige Vlaanderenstraat). In 1702 startten de werken aan het deel tussen Drie Fonteinen en Laken. De kosten voor de aanleg werden gedragen door de stad Brussel en door de beheerder van de Willebroekse vaart. In 1712 werd de eerste verharde weg tussen twee steden in de Zuidelijke Nederlanden afgewerkt: Antwerpen werd via Kontich, Mechelen en Drie Fonteinen verbonden met de hoofdstad Brussel. Aanvankelijk was het gedeelte Brussel (Lakense poort) - Drie Fonteinen een tolweg. Op 16 augustus 1714 werd de tol echter al afgeschaft.

### Parkdomeinen

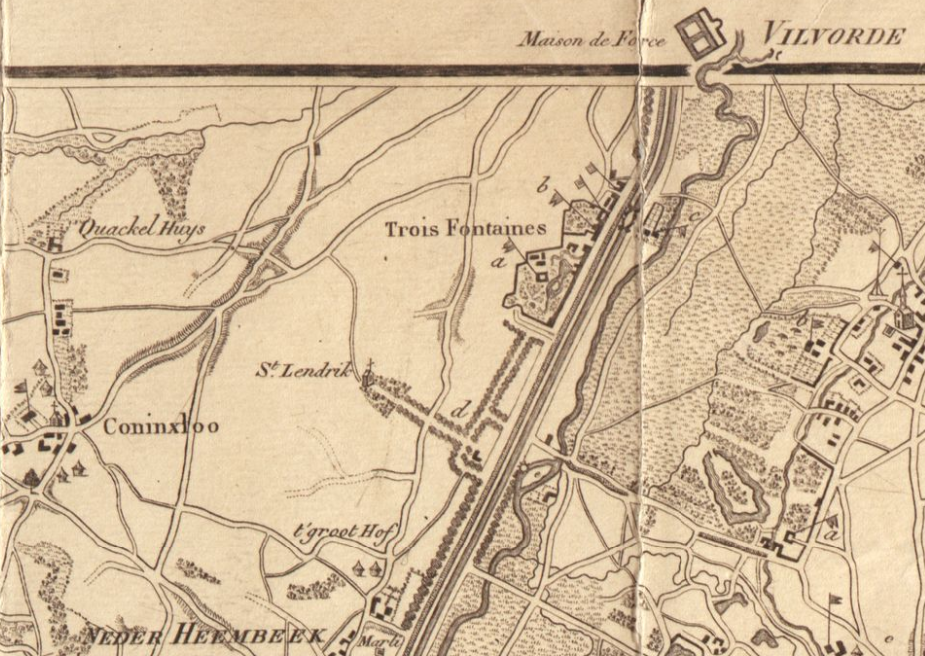
Kaart van Brussel en omgeving uit 1810, uitsnede rond Drie Fonteinen en Moriensart

Aan het einde van de achttiende eeuw koopt de Brusselse bankier Jan Jozef Walckiers de gronden ten westen van het gehucht op. Zijn domein wordt de voorloper van verschillende andere. In 1777 koopt graaf Patrice-François de Neny de herberg 'Het Vliegend Hert' aan de sluis van Drie Fonteinen over van Walckiers. Hij liet deze afbreken en bouwde er zijn buitenverblijf 'Fontigny'. Wanneer de spoorlijn Brussel-Mechelen in 1835 wordt geopend, ondervond het kanaal sterke concurrentie en verdween geleidelijk het belang van het gehucht Drie Fonteinen. De parkdomeinen zullen echter nog uitgebreid worden.
Aan de vooravond van de industriële revolutie groeit Drie Fonteinen uit tot een vermaarde pleisterplaats voor zondagswandelaars, die met de boot of per koets een ritje maakten naar Vilvoorde. In het gehucht stonden verschillende herbergen, onder meer 'De Wilde Man' en 'Het Vliegend Hert'.
In 1876 bouwt Edmond Hanssens zijn Château de l'Écluse op de hoogte ten noorden van het sas van Drie Fonteinen.

### Industrialisatie
In 1860 werd op het gehucht een fabriek voor zetmeel opgericht onder de benaming Molens Drie Fonteinen. Vanaf 1893 bouwt dit bedrijf een enorm industrieel complex langs beide zijden van het kanaal. In 1896 wordt de N.V. Zeekanaal en Haveninrichtingen van Brussel opgericht met de bedoeling het kanaal te moderniseren. Bij deze werken, die starten in 1900, zal de sluis van Drie Fonteinen verdwijnen.
De Molens werden tijdens de Tweede Wereldoorlog zwaar beschadigd en de belangrijkste delen van de fabriek werden later overgebracht naar de overzijde van het kanaal. In 1964 worden de gronden op de linkeroever verkocht aan een projectontwikkelaar die er de Lenterikverkaveling realiseerde.
In 1984 stopt het bedrijf, ondertussen 'nv Ceres', alle activiteiten in zijn plaats van oorsprong. In 1989 worden de gebouwen van de molens op de linkeroever gesloopt door de stad Vilvoorde, de nieuwe eigenaar van de resterende gronden op de linkeroever. In 1998 worden ook de gebouwen op de rechteroever afgebroken.

### Domein Drie Fonteinen
In 1956 komen de parkdomeinen van Drie Fonteinen in handen van de stad Vilvoorde, die ze inrichtte als recreatiegebied.
Deelgemeenten: Vilvoorde · Peutie

Overige dorpen en gehuchten: Houtem · Drie Fonteinen · Kassei · Koningslo · Mutsaard · Het Voor

Belgische gemeenten · Arrondissement Halle-Vilvoorde · Vlaams-Brabant · Vlaanderen